# Justizvollzugsanstalt Vierlande

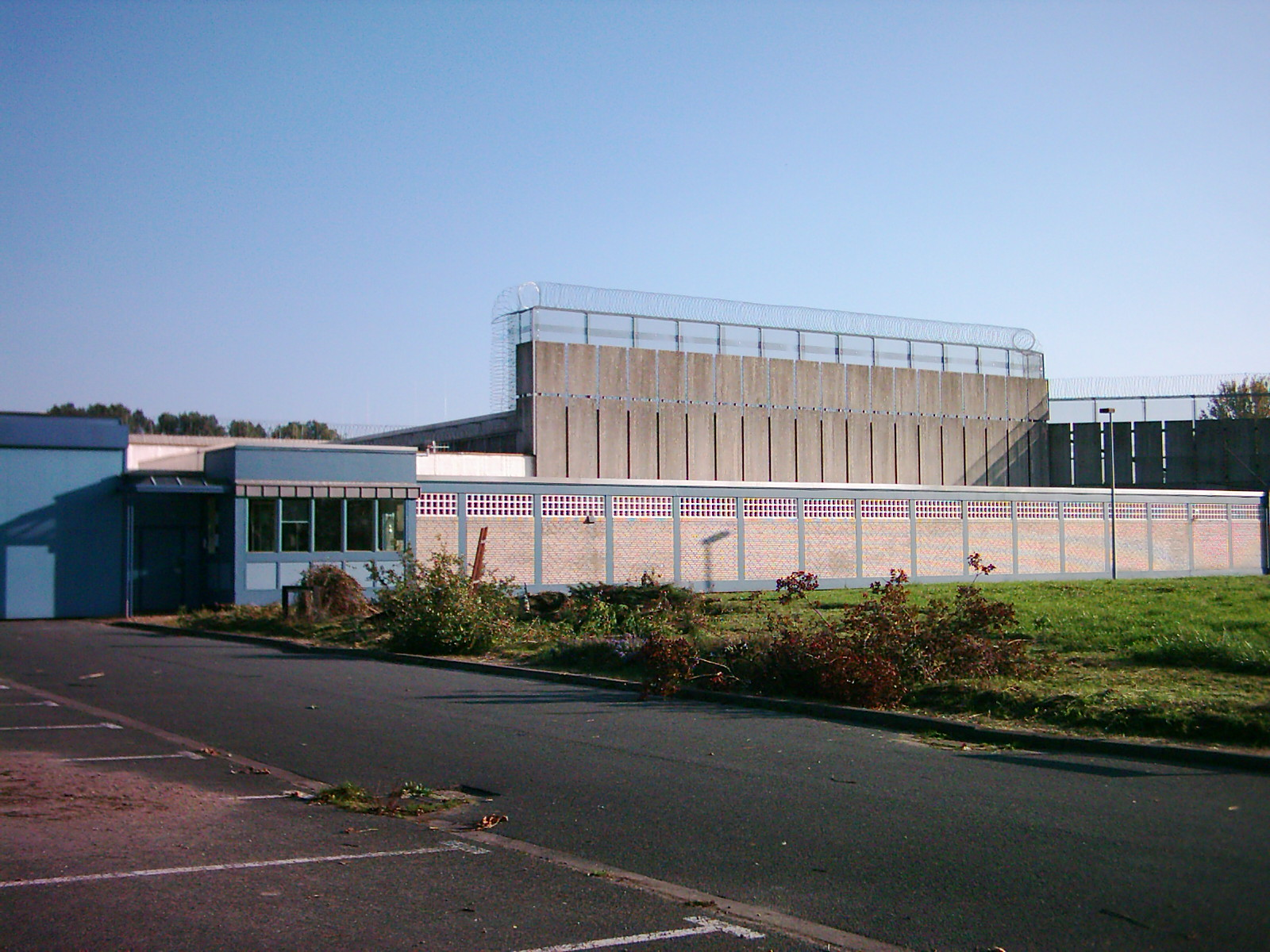
Blick auf die 2006 abgerissene Anstalt

Die Justizvollzugsanstalt Vierlande war eine Anstalt des Hamburger Strafvollzuges in Hamburg-Neuengamme, die sich von 1948 bis 2006 auf dem früheren Gelände des KZ Neuengamme befand. Bekannter Häftling der Justizvollzugsanstalt Vierlande war Werner Pinzner, der während eines Freiganges den ersten Auftragsmord seiner Mordserie beging. Aufgrund der Lage wurde die Anstalt im Frühjahr 2006 geschlossen und die Gefangenen in die neu errichtete Justizvollzugsanstalt Billwerder verlegt. Die verbleibenden Gebäude wurden abgerissen. Während der Demontage wurde die Anstalt als Filmkulisse für verschiedene Medienproduktionen zur Verfügung gestellt.
Die Verlegung wurde wiederholt verschoben. So war 2004 zunächst geplant, die Anstalt nach der Schließung der Sozialtherapeutischen Anstalten in Bergedorf und Altengamme sowie des Moritz-Liepmann-Hauses als gemeinsame Sozialtherapeutische Anstalt umzustrukturieren.